# Saint-Laurent-de-Veyrès
Saint-Laurent-de-Veyrès är en kommun i departementet Lozère i regionen Occitanien i södra Frankrike. Kommunen ligger i kantonen Fournels som tillhör arrondissementet Mende. År 2022 hade Saint-Laurent-de-Veyrès 34 invånare.

## Befolkningsutveckling
Antalet invånare i kommunen Saint-Laurent-de-Veyrès
| Referens: INSEE |